# Verseny a győzelemért
A Verseny a győzelemért (eredeti cím: Race for Glory: Audi vs. Lancia) 2024-ben bemutatott olasz–brit autóversenyzős film, amelyet Stefano Mordini rendezett. A főbb szerepekben Daniel Brühl, Riccardo Scamarcio, Volker Bruch, Katie Clarkson-Hill és Esther Garrel láthatók.
Egyesült Királyságban 2024. január 5-én, Magyarországon pedig 2024. április 11-én mutatták be a mozikban.

## Cselekmény
Az 1983-as rali-világbajnokság során rivalizálás alakul ki a Roland Gumpert vezette Audi Sport GmbH csapata között (a négykerék-meghajtású Audi Quattro-val), és a Cesare Fiorio vezette Lancia Abarth csapat között (a kétkerék-meghajtású Lancia Rally 037-essel). A német csapat a favorit a győzelemre.
A mindössze 103 darab Lancia Rally 037-es modellből épített Lancia csapat túllépi az előírt 200-as homologizációs minimumot azzal, hogy kétszer, de két különböző helyszínen mutatja be ugyanazokat a járműveket, Fiorio pedig ebédidőben eltereli a két ellenőr figyelmét, amíg a járműveket mozgatják.
A Lancia felbéreli a neves német raliversenyzőt, Walter Röhrlt is, hogy az 1983-as szezon futamainak egyik felén, többek között Monte-Carlóban, Portugáliában, Görögországban és végül San Remóban versenyezzen.

## Szereplők
| Szereplő       | Színész             | Magyar hang          |
| -------------- | ------------------- | -------------------- |
| Roland Gumpert | Daniel Brühl        | Hamvas Dániel        |
| Cesare Fiorio  | Riccardo Scamarcio  | Szabó Sipos Barnabás |
| Walter Röhrl   | Volker Bruch        | Dévai Balázs         |
| Jane McCoy     | Katie Clarkson-Hill | Csifó Dorina         |
| Michèle Mouton | Esther Garrel       | Gyöngy Zsuzsa        |
| Fabrizia Pons  | Rebecca Busi        | Nagy Edit            |
| Dupont         | Axel Gallois        |                      |
| Ennio          | Giorgio Montanini   | Hannus Zoltán        |
| Újságíró       | Haley Bennett       | Sipos Eszter Anna    |

### Magyar változat
- Magyar szöveg: Kis János
- Hangmérnök: Halas Péter
- Vágó: Wünsch Attila
- Gyártásvezető: Vigvári Ágnes
- Szinkronrendező: Szalay Csongor
- Produkciós vezető: Witzenleiter Kitti

A szinkront a Direct Dub Studios készítette.

## A film készítése
Az eredetileg 2 Win című filmet Jeremy Thomas Riccardo Scamarcioval közösen készítette. A Recorded Picture Company és a Metropolitan Films koprodukciójában készült. A filmet a Cannes-i Filmfesztiválon mutatták meg a vevőknek. 2023 decemberében a film címe A verseny a győzelemértre változott.

### Forgatás
A forgatási helyszínek között szerepelt Olaszország és Görögország, beleértve néhány olyan helyet, ahol az ábrázolt események zajlottak, mint például a Lancia iroda és a Circuito di Balocco. 2022. május 16-án kezdődött a forgatás Torinoban.